# Савозеро (озеро, Янегское сельское поселение)
Савозеро — пресноводное озеро на территории Янегского сельского поселения Лодейнопольского района Ленинградской области.

## Общие сведения
Площадь озера — 0,8 км², площадь водосборного бассейна — 55,5 км². Располагается на высоте 78,4 метров над уровнем моря.
Форма озера продолговатая: оно более чем на три километра вытянуто с северо-запада на юго-восток. Берега каменисто-песчаные, преимущественно возвышенные.
Из северо-западной оконечности Савозера вытекает река Сара, впадающая в реку Янегу, левый приток Свири.
Населённые пункты и автодороги вблизи водоёма отсутствуют.
Код объекта в государственном водном реестре — 01040100811102000015401.